# Risques de la chaîne d'approvisionnement
De nos jours, la gestion de la chaîne d’approvisionnement est l’une des formes organisationnelles les plus utilisées réduisant les difficultés liées à la communication entre les entreprises et aux distances démographiques. De plus, la chaîne d'approvisionnement a facilité l’agrandissement d’un commerce mondial. Mais celle-ci implique des risques comportant des conséquences négatives, principalement car les acteurs de la chaîne d'approvisionnement « ne peuvent pas, par nature ou par intérêt économique, remplir seuls toutes les fonctions ».
En fait, il existe quatre types de risques liés à la chaîne d’approvisionnement : les risques internes, les externes, les stratégiques et des externalités.

## Les risques internes (opérationnels)
Les risques internes concernent les situations problématiques face à la gestion d’entreprise.  Ce sont des erreurs qui proviennent des secteurs des services et d’opérations.  Celles-ci peuvent être prévenues à l’aide d’une bonne planification de la chaîne d’approvisionnement.  Il est possible qu'il y ait des problèmes dans la chaîne d'approvisionnement des fournisseurs qui pourraient affecter celle de l’entreprise.

## Les risques externes (aléas)
Les risques externes ne sont aucunement contrôlés par l’entreprise.  Un excellent exemple de ce genre de risque est le marché financier.  Celui-ci peut nuire ou s’avérer avantageux pour l’entreprise selon la situation économique.

## Les risques stratégiques
Les risques stratégiques concernent les problèmes qui surviennent dans les organisations associées avec une autre entreprise.  Ceux-ci apportent des conséquences négatives à la vitesse à laquelle se déroule la chaîne d’approvisionnement de l’entreprise mère.  Il doit y avoir une excellente communication entre les deux entreprises afin que la collaboration se déroule comme prévu.

## Les risques des externalités
«Une externalité est la conséquence – coût ou bénéfice – qu’une transaction peut avoir sur un tiers ne constituant pas initialement à l’une des parties de la transaction dont elle est issue. Elle peut être négative (coût) ou positive (bénéfice)». Les transactions effectuées par l’entreprise seront réalisées seulement lorsque les bénéfices  sont plus élevés que les coûts.  Par exemple, les clients et l'entreprise ayant la chaîne d’approvisionnement s’accorderont sur un prix seulement si les deux parties en tirent un avantage.